# Género y cambio climático

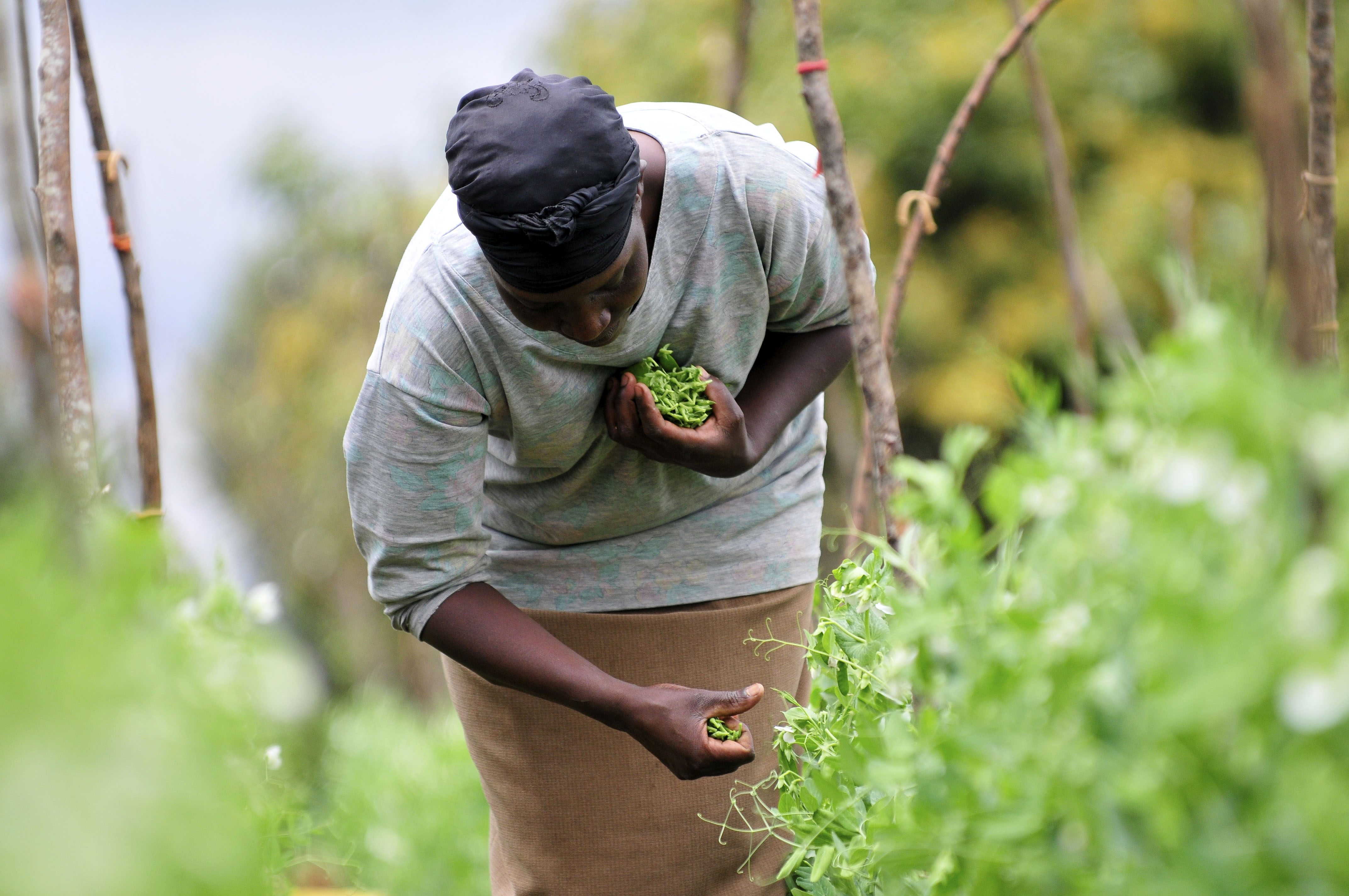
Cosecha en Kenia por mujer agricultora.

El género y cambio climático se refiere a la incorporación de perspectivas de género en el análisis de los efectos del cambio climático.     
El cambio climático tiene efectos desiguales en las mujeres, tanto por razones biológicas como por prejuicios socioculturales relacionados al género. En muchos casos, los efectos del cambio climático agravan las desigualdades de género ya existentes en la sociedad. También existen diferencias entre hombres y mujeres en el acceso a los recursos naturales y en los efectos de los desastres naturales. Entre las mujeres, además, son más vulnerables las mujeres de edad avanzada, las mujeres que viven en áreas rurales, o las mujeres pertenecientes a poblaciones excluidas, como las poblaciones indígenas o afrodescendientes.[cita requerida]
Las mujeres no son solamente víctimas del cambio climático. Son importantes agentes de cambio y una parte central de las estrategias de mitigación y adaptación al cambio climático. Las mujeres pueden desempeñar un papel transformador en las respuestas al cambio climático. Además, las mujeres a menudo tienen un rol de custodia y creación en prácticas de conocimiento tradicional, aportando para la conservación de la biodiversidad y la riqueza genética de los alimentos.
El Quinto Informe del IPCC describió al género como una de las variables que explica las diferencias en el grado de vulnerabilidad respecto del cambio climático, con un nivel de confianza muy alto. El informe hizo recomendaciones específicas sobre la dimensión de género en las estrategias de mitigación y adaptación. También señaló que las estrategias de adaptación pueden contribuir al desarrollo sostenible, incluyendo mejorar la equidad de género.
Otros organismos multilaterales han incorporado la transversalización de género en sus reportes y políticas sobre cambio climático, incluyendo el Convenio sobre la Diversidad Biológica, la Convención Marco de las Naciones Unidas sobre el Cambio Climático, y la Organización Mundial de la Salud. Los Objetivos de Desarrollo Sostenible tienen metas de género específico en los objetivos de agua limpia y saneamiento, ciudades y comunidades sostenibles, y acción por el clima. En el objetivo de igualdad de género se incluyen a su vez objetivos específicos relacionados con el cambio climático.
La incorporación de la perspectiva de género en el análisis de los efectos del cambio climático implica analizar las relaciones de poder desiguales en otro conjunto de categorías de análisis, como la raza, la clase y la etnia. Esto quiere decir que el análisis no está centrado exclusivamente en el binario hombre-mujer.

## Diferencias de género en los efectos del cambio climático

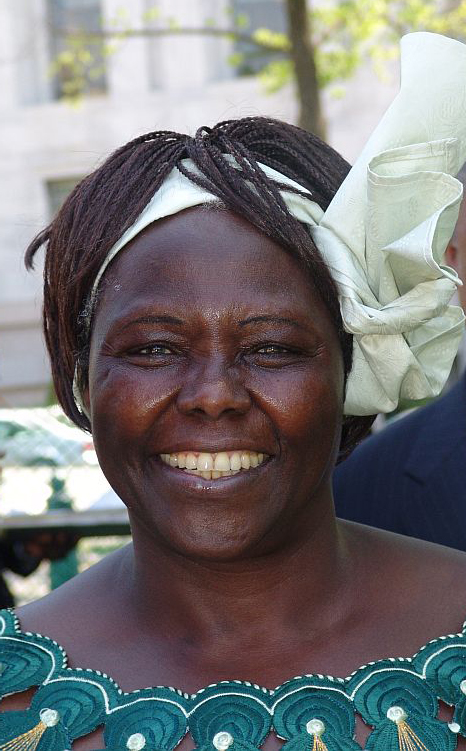
"Las mujeres tienen la clave del futuro del clima" - Wangari Maathai

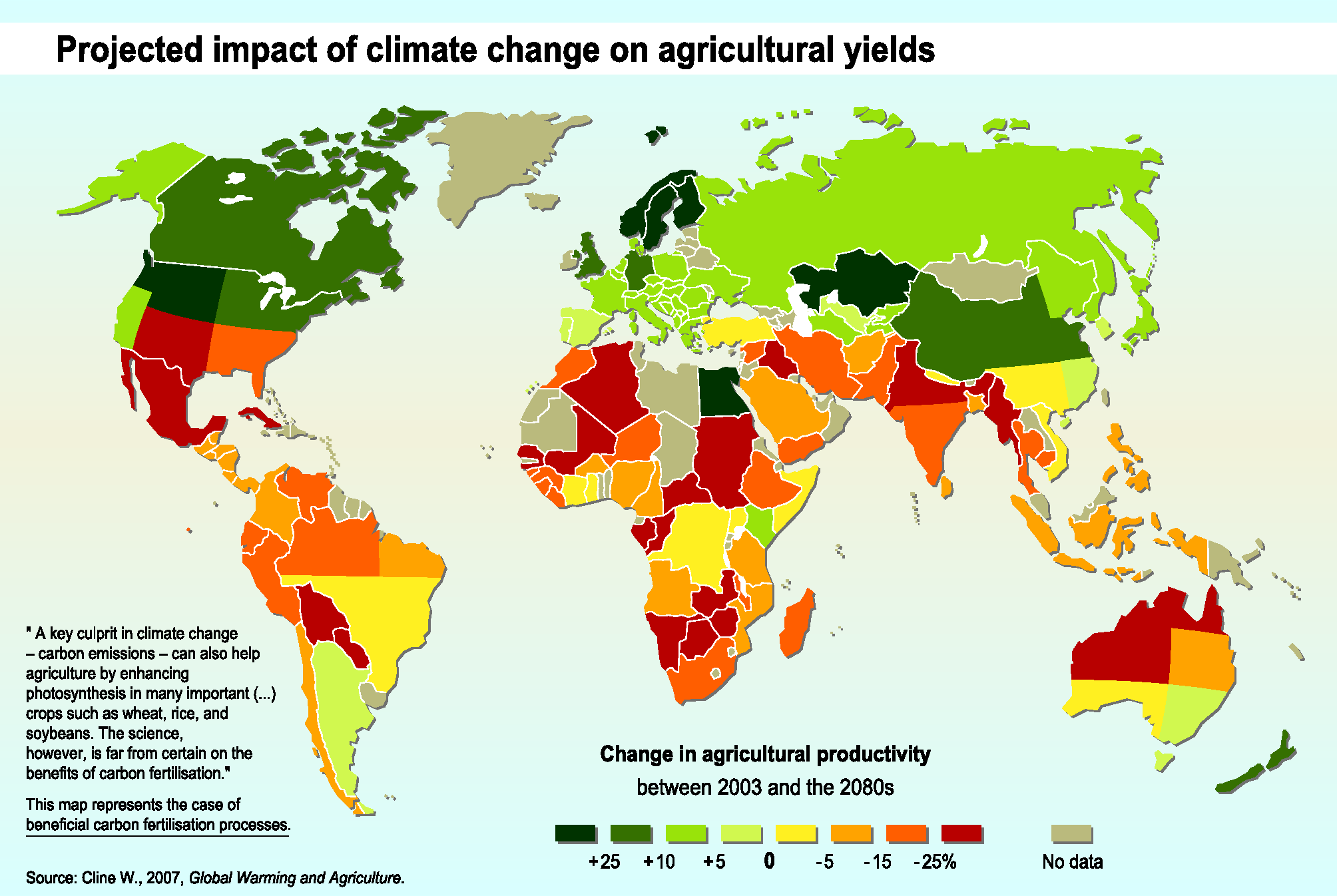
Impacto proyectado del cambio climático en los rendimientos agrícolas para la década de 2080, en comparación con los niveles de 2003 (Cline, 2007).

### Desastres naturales
Las mujeres tienen más probabilidades de morir como causa de los desastres naturales que los hombres. Un estudio realizado en 2007 analizó los efectos de los desastres naturales en 141 países en el período 1981-2002. El estudio encontró que los desastres naturales reducen las expectativas de vida de las mujeres más que la de los hombres. El segundo hallazgo fue que cuanto mayor es el impacto del desastre natural, más se reduce la expectativa de vida de las mujeres. Por último, el estudio también concluyó que un status socioeconómico de las mujeres más elevado reduce la brecha en las expectativas de vida entre mujeres y hombres después de un desastre natural.
El impacto de los desastres naturales en una comunidad puede agravar las situaciones de violencia hacia las mujeres, aumentando el riesgo de violencia sexual. En algunas comunidades, las familias pueden forzar a las niñas y adolescentes al matrimonio infantil para lidiar con las consecuencias de un desastre natural.

### Acceso a la tierra
Las mujeres tienen menos acceso a la tierra que los hombres. Las condiciones de tenencia de la tierra para las mujeres además son más inseguras, tienen territorios más pequeños y de peor calidad. Las mujeres reciben solo el 10% de los préstamos y el 5% de la asistencia técnica para el sector agrícola. Además, las mujeres representan menos del 12% de las beneficiarias en los procesos de reforma agraria.
Un estudio en 2018 del Banco Mundial en 189 países encontró que el 40% de los países analizados tienen algún tipo de restricción que limita los derechos de las mujeres a la propiedad. En el mismo informe del Banco Mundial actualizado a datos de 2020, se mantuvo el porcentaje de países con restricciones legales que limitan los derechos de las mujeres a la propiedad.
Las mujeres sufren violencia de género en los procesos de acaparamiento de tierras y desheredación de bienes. Esta violencia puede ser intrafamiliar (maridos, hijos y familia extendida), o provenir del sector privado o del gobierno. En muchos casos, el gobierno o el sector privado opera a través de los familiares de la mujer. En muchas partes del mundo, las mujeres que enviudan son desheredadas y estigmatizadas por los familiares del esposo fallecido. En otros casos, los efectos del desalojo de familias para el desarrollo de grandes proyectos de infraestructura como represas llevó a un incremento del alcoholismo en los hombres y consecuentemente de los episodios de violencia de género y abuso hacia las mujeres.
El acceso a la tierra es un componente clave de las estrategias de adaptación y mitigación del cambio climático. Además, es fundamental para garantizar la soberanía alimentaria y la seguridad alimentaria de las mujeres.

### Acceso a los recursos naturales
Alrededor de una cuarta parte de la población mundial no tiene acceso a infraestructuras para la provisión de agua. La mayoría de estas personas se encuentran en el África subsahariana y en las áreas rurales. En estos lugares, son las mujeres y las niñas encargadas de la planificación, gestión y recolección del agua. En contextos donde la escasez de agua será más frecuente debido al cambio climático, las mujeres y niñas emplearán aún más tiempo en estas actividades y deberán recorrer distancias más largas para acceder a estos recursos. Además de quitarles tiempo disponible para realizar otras actividades, como asistir a la escuela, se enfrentan a mayores situaciones de violencia de género, incluyendo violencia verbal, abuso y acoso sexual.

### Acceso a los alimentos
En un contexto de escasez de los alimentos debido al cambio climático, las mujeres tendrán menos acceso a los alimentos. Los aumentos en el precio de los alimentos tienen un impacto directo sobre la dieta de las mujeres, y afecta a la nutrición de los niños pequeños y las madres. Durante períodos de escasez de alimentos, las mujeres consumen menos cantidad y menor calidad de alimentos que los hombres. Las familias cuya cabeza de familia es una mujer, personas LGBT o lideradas por una persona joven (hombre o mujer), están en mayor riesgo de experimentar algún tipo de inseguridad alimentaria.
Las diferencias en el poder de negociación doméstica entre hombres y mujeres también comprometen la seguridad alimentaria de las mujeres y de los niños y niñas. Cuando las mujeres tienen mayor poder de decisión en la economía doméstica, destinan un mayor porcentaje de los ingresos a la alimentación y nutrición de la progenie.

## Convenios internacionales
La transversalización de género está siendo lentamente incorporada en los diferentes reportes y recomendaciones de políticas públicas de los organismos internacionales y multilaterales sobre cambio climático, biodiversidad, agricultura y conservación de la naturaleza. Sin embargo, la disparidad de género en los organismos multilaterales también impacta sobre la toma de decisiones a nivel internacional, donde las mujeres a 2014 representaban solamente el 39% de los tomadores de decisiones, con una baja representación en los equipos especializados y en la jefatura de las delegaciones.
- Convención Marco de las Naciones Unidas sobre el Cambio Climático: en la Convención Marco existen al menos 32 decisiones que hacen referencia al género. La mayoría de la decisiones que incorporan al género están relacionadas con medidas de adaptación.[17]
- Convenio sobre la Diversidad Biológica: en su COP 12 el Convenio sobre la Diversidad Biológica tomó la Decisión XII/7 de incorporar las consideraciones de género[18] para lograr los objetivos establecidos en el Convenio. Mediante la decisión, instó a las partes a incluir la dimensión de género en las estrategias, planes de acción e indicadores sobre biodiversidad, e incluir la biodiversidad dentro de los planes de acción y políticas de género.[19]
- Convención de las Naciones Unidas de Lucha contra la Desertificación: la Convención contra la Desertificación destaca en su prólogo el rol de las mujeres en las áreas afectadas por la desertificación y la sequía, y hace énfasis en el rol que las mujeres deben ocupar en la educación, en la participación y en el combate contra la sequía.[5][20]
- Acuerdo de París: el Acuerdo de París incorpora referencias al género en sus análisis, planes y perspectivas.[4] La mayoría de los países han incorporado alguna dimensión de género en los borradores de sus respectivas contribuciones determinadas a nivel nacional como parte de los planes para la reducción de emisiones de gases de efecto invernadero, adaptación y mitigación al cambio climático.[4]